# Ego (recueil)
Pour les articles homonymes, voir Ego (homonymie).
Ego est un recueil de l'écrivain russe Alexandre Soljenitsyne paru en 1995 et publié en français la même année. Il rassemble deux récits écrits en 1994. Il s'agit de ses premières productions littéraires depuis son retour en Russie en mai 1994, après vingt ans d'exil.

## Contenu
- Ego (Ego) se déroule  pendant la Guerre civile russe. Au printemps 1921, dans la province de Tambov, les paysans se soulèvent. Ego, un de leurs chefs, est capturé par les bolchéviks et tombe dans un piège.
- Sur le fil (Na krajah) brosse le portrait du vieux maréchal Joukov, héros de la Seconde Guerre mondiale. Écrivant ses mémoires, il se trouve confronté à des commissaires politiques qui imposent des corrections à son texte.

## Éditions françaises
- Ego, suivi de Sur le fil, traduit par Geneviève et José Johannet, Paris, Fayard, 1995